# Colpodes
Genre
Synonymes
- Macrogonum Casey, 1920

Colpodes est un genre de coléoptères de la famille des Carabidae, de la sous-famille des Platyninae, de la tribu des Platynini et de la sous-tribu des Platynina. Le système de reproduction a été étudié par Z. Gerbe dans les années 1860.

## Espèces
- Colpodes abropoides Chaudoir, 1879[2]:361–362
- Colpodes abruptus Andrewes, 1931
- Colpodes acanthodes Andrewes, 1930
- Colpodes acroglyptus Bates, 1892
- Colpodes acuticauda Darlington, 1952
- Colpodes adonis Tschitscherine, 1895
- Colpodes aeneipennis (Dejean, 1831)
- Colpodes aeneolus Andrewes, 1931
- Colpodes aenescens Chaudoir, 1879[2]:368
- Colpodes aeruginosus Landin, 1955
- Colpodes anachoreta (Fairmaire, 1849)
- Colpodes andrewesi Heller, 1926
- Colpodes andrewesianus Jedlicka, 1932
- Colpodes angustus Andrewes, 1930
- Colpodes anomalus Andrewes, 1927
- Colpodes antedens Darlington, 1952
- Colpodes antennatus Louwerens, 1953[3]:108–109
- Colpodes apotomus Andrewes, 1931
- Colpodes arrowi Jedlicka, 1934
- Colpodes asemus Jedlicka, 1934
- Colpodes asthenes Andrewes, 1931
- Colpodes atrocyaneus Landin, 1955
- Colpodes attenuatus Louwerens, 1953[3]:132–133
- Colpodes azurescens Landin, 1955
- Colpodes babaulti Louwerens, 1953[3]:134–135
- Colpodes baconi Chaudoir, 1878[2]:311–312
- Colpodes balthasari Jedlicka, 1940
- Colpodes beccarii Andrewes, 1929
- Colpodes beckingi Louwerens, 1953[3]:139–141
- Colpodes bennigseni Sloane, 1907
- Colpodes bilineatus Andrewes, 1931
- Colpodes bipars (Walker, 1858)
- Colpodes bipunctatus Jedlicka, 1935
- Colpodes bispina (Motschulsky, 1859)
- Colpodes bloetei Louwerens, 1953[3]:114–115
- Colpodes boninensis Kasahara, 1991
- Colpodes brittoni Louwerens, 1953[3]:121–122
- Colpodes brunneus (W.S.Macleay, 1825)
- Colpodes brunnicolor Louwerens, 1955
- Colpodes cardioderus Fairmaire, 1889
- Colpodes castaneiventris Bates, 1892
- Colpodes caudoimpressus Louwerens, 1969
- Colpodes celebensis Csiki, 1931
- Colpodes chalceus Andrewes, 1930
- Colpodes chalcochiton Andrewes, 1929
- Colpodes chinensis Jedlicka, 1934
- Colpodes chlorodes Andrewes, 1947
- Colpodes chloropterus Chaudoir, 1879[2]:339–340
- Colpodes cimmerius Andrewes, 1930
- Colpodes coelitis Bates, 1892
- Colpodes concolor Louwerens, 1955
- Colpodes convexitarsis Louwerens, 1953[3]:130–131
- Colpodes elegans Andrewes, 1929
- Colpodes latus Louwerens, 1949
- Colpodes nigratus Fairmaire, 1881